# Cülyan (ort i Azerbajdzjan, lat 40,88, long 48,28)
Cülyan (ryska: Джульян) är en ort i Azerbajdzjan.   Den ligger i distriktet İsmayıllı Rayonu, i den centrala delen av landet, 150 km väster om huvudstaden Baku. Cülyan ligger 1 392 meter över havet och antalet invånare är 1 262.
Terrängen runt Cülyan är kuperad åt nordost, men åt sydväst är den bergig. Närmaste större samhälle är İsmayıllı, 15,2 km sydväst om Cülyan. 
Omgivningarna runt Cülyan är en mosaik av jordbruksmark och naturlig växtlighet. Runt Cülyan är det ganska glesbefolkat, med 34 invånare per kvadratkilometer.